# Vaejovis sierrae
Espèce
Vaejovis sierrae est une espèce de scorpions de la famille des Vaejovidae.

## Distribution
Cette espèce est endémique du Durango au Mexique. Elle se rencontre vers Mezquital vers 2 724 m d'altitude dans la Sierra Madre occidentale.

## Description
Le mâle holotype mesure 19,62 mm et la femelle paratype 22,52 mm.

## Étymologie
Cette espèce est nommée en l'honneur de Sierra Elizabeth Bryson.

## Publication originale
- Sissom, Graham, Donaldson & Bryson, 2016 : « Two new Vaejovis C.L. Koch 1836 from highlands of the Sierra Madre Occidental, Durango, Mexico (Scorpiones, Vaejovidae). » Insecta Mundi, vol. 477, p. 1-14 (texte intégral).